# Santa Maria (Rio Grande do Sul)
Santa Maria egy község (município) Brazíliában, Rio Grande do Sul államban. 2021-ben népességét 285 189 főre becsülték, ezzel az állam hatodik legnépesebb községe volt. Fontos oktatási és katonai központ.
Az „állam szívének” is nevezik (o Coração do Rio Grande), ugyanis itt van Rio Grande do Sul állam súlypontja.

## Története
A környék korai lakosai minuane és tapes indiánok voltak. Santa Maria települése a spanyol–portugál háborút lezáró, 1777-es San Ildefonso-i szerződésnek köszönheti létrejöttét: a spanyol és portugál gyarmat közötti határ kijelölése során a bizottság hosszabb ideig (1787–1801) állomásozott a mai községközpont területén, hogy befejezze a demarkációval kapcsolatos munkálatokat, megbeszélje a nézeteltéréseket, térképeket és jelentéseket készítsen. Az általuk létrehozott telepnek az Acampamento de Santa Maria da Boca do Monte nevet adták (a boca do monte jelentése „a hegy szája”, és még a spanyol korból származott), és kaszárnyákat, tiszti lakóházakat építettek. A hely az átutazó hajcsárok megállójaként szolgált, és idővel gazdák is letelepedtek.
1801 októberében a bizottság Porto Alegre felé indult, Santa Maria da Boca do Monte pedig táborhelyből településsé alakult, új lakosok költöztek be (közöttük 50 guarani család, akik missziókból érkeztek), utcákat létesítettek. 1810-ben katolikus kápolna épült. 1828-ban a németekből álló 28. zászlóalj állomásozott itt, ez volt Santa Maria első kapcsolata a germán elemmel. 1837-ben Santa Maria da Boca do Monte néven Cachoeira do Sul kerületévé nyilvánították, 1838-ban pedig iskola alakult. A farroupilha-felkelés visszavetette a növekedést, azonban a lázadás után, a katonák hazatértével újult erővel fejlődött. A környékre a szomszédos településekről is érkeztek lakosok, főként olasz származásúak, a kisváros pedig Rio Grande do Sul fontos katonai és kulturális központjává vált. 1858-ban független községgé alakult. Az 1893–95-ös föderalista forradalom alatt (amelynek célja Júlio de Castilhos állami kormányzó eltávolítása volt) a lázadók elüldözték a kormányerőket és elfoglalták Santa Mariát. 1923-ban ismét lázadók támadták meg, akik Borges de Medeiros kormányzó újraválasztását kifogásolták, de az ott állomásozó katonák visszaverték őket. 1926-ban katonai felkelés rázta meg.
1974-ben elhagyták a Boca do Monte tagot, a község hivatalos neve pedig Santa Maria lett.

## Leírása
Székhelye Santa Maria, további kerületei Arroio do Sol, Arroio Grande, Boca do Monte, Pains, Palma, Passo do Verde, Santa Flora, Santo Antão, São Valentim. Itt található az ország egyik legnagyobb oktatási központja, az Universidade Federal de Santa Maria (UFSM). Mi több, itt állomásozik az ország második legnagyobb katonai egysége.
A községközpont látványosságai a Vila Belga (az állam első lakóparkja, Art Nouveau és eklektikus építészeti elemekkel), a Catedral Diocesana és a Catedral do Mediador templomok, a Treze de Maio színház, és az Itaimbé park.